# Grupo Comolatti
O Grupo Comolatti é uma reunião de empresas brasileiras sediadas na cidade de São Paulo. O imigrante italiano Evaristo Comolatti fundou em 1957, a Evaristo Comolatti & Cia. Ltda. especializada em autopeças para caminhões FNM e Alfa Romeo.
No ano de 1966, após adquirir e fundir-se a SAMA S.A., formou a Distribuidora Automotiva S.A., atual razão social do grupo. Seu faturamento em 2019 foi de 1,737 bilhão de reais.
Atualmente fazem parte do grupo as seguintes empresas: Sama Auto Peças, Laguna Autopeças, Cofipe Veículos, Terraço Itália (tradicional restaurante paulistano), Bernina Imobiliária, Roles Distribuidora, RPR Distribuidora, Matrix Distribuidora, Pellegrino Distribuidora e a Rede Pit Stop.